# Предавања о стрипу (филм)
Предавања о стрипу је документарни филм у ДВД издању из 2014. године. Снимљен је на основу циклуса предавања о светском и домаћем стрипу, одржаних у Дому културе Студентски град у Београду 2011. и 2012. године, по концепту и у модерацији Мићуна Ристића.
Продукција ДВД издања подржана је од стране Министарства културе и информисања Републике Србије.
Двочасовна мултимедијална предавања одржали су Ђорђе Бајић (тема: однос стрипа и филма), Урош Смиљанић (амерички стрип), Павле Зелић (француско-белгијски стрип), Горан Марковић (јапански стрип) и Зоран Стефановић (југословенски стрип). На засебним трибинама су учествовали Саша Томасовић који је представио радионицу „Шлиц“, а ауторка Маша Стојановић свој опус. 
Сниматељи филма су Милош Кораћ и Урош Максимовић. Цртач стрипа коришћеног у пројекту је Боривоје Грбић, фотограф је Александрија Ајдуковић, а графички дизајнер Мирко Перовић. Продуцент-супервизор је Маида Груден, уредница ликовног програма ДКСГ. 

## Улоге
| Глумац           | Улога |
| ---------------- | ----- |
| Мићун Ристић     |       |
| Ђорђе Бајић      |       |
| Урош Смиљанић    |       |
| Павле Зелић      |       |
| Горан Марковић   |       |
| Зоран Стефановић |       |
| Саша Томасовић   |       |
| Маша Стојановић  |       |